# Rio Doamna (Mureş)
O Rio Doama é um rio da Romênia, afluente do Mureş, localizado no distrito de Mureş.